# Nikita Panassenko
Nikita Aleksejevitsj Panassenko (Russisch: Никита Алексеевич Панасенко) (Talgar (Oblast Almaty), 18 maart 1992) is een Kazachs voormalig baan- en wegwielrenner die tussen 2016 en 2017 rijdt voor Astana City.

## Carrière
In 2014 werd Panassenko, samen met Pavel Gatski, tweede in de ploegkoers tijdens de Aziatische kampioenschappen baanwielrennen in eigen land. Twee jaar later werd hij derde in Izu, ditmaal met Robert Gainejev. 
Op de weg won Panassenko in 2015 de vierde etappe in de Ronde van Bulgarije door solo als eerste over de finish te komen. Sergej Belych won drie seconden later de sprint om de tweede plaats, voor Matvej Nikitin.

## Baanwielrennen

### Palmares
| Jaar | KK            | AK         | WK | Overig                                                        |
| ---- | ------------- | ---------- | -- | ------------------------------------------------------------- |
| 2014 | Achtervolging | Ploegkoers |    |                                                               |
| 2015 | Scratch       |            |    | Minsk: Puntenkoers Moskou: Puntenkoers New Delhi: Puntenkoers |
| 2016 | Scratch       | Ploegkoers |    |                                                               |

## Wegwielrennen

### Overwinningen
2015
4e etappe Ronde van Bulgarije

## Ploegen
- 2014 –  Continental Team Astana (vanaf 1-7)
- 2015 –  Seven Rivers Cycling Team
- 2016 –  Astana City (vanaf 1-6)
- 2017 –  Astana City
- 2019 –  Apple Team

Axmetov · Ayazbajev · Benfatto · Bïjigitov · Davïdenok · Fedosejev · Gackïy · Galejev · Ïşanov · Koelimbetov · Majdos · Okïşev · Panassenko · Pernebekov · Qojatajev · Rive · Scartezzini · Semenov · Şemyakïn
Axmetov · Gackïy · Galejev · Koelimbetov · Koezmin · Lwşşenko · Miraliev · Natarov · Nikitin · Panassenko · Satlikov · Stalnov · Şteyn · Tsjsjerbinin · Tsoj · Zjoemakan
Axmetov · Gorboesjin · Koelimbetov · Koezmin · Lwşşenko · Natarov · Nikitin · Panassenko · Pronskïy · Satlikov · Şteyn · Tsjsjerbinin · Tsoj · Ulısbajev